# Kazungula (Botswana)
Kazungula is een dorp in het district North-West in Botswana. De plaats telt 4133 inwoners (2011). Kazungula ligt aan de rivier de Zambesi op de plek waar wel een vierlandenpunt van Zambia, Namibië, Zimbabwe en Botswana wordt geclaimd, hoewel de grens in de Zambesirivier ligt. In Kazungula ligt een brug over de Zambesi naar de zusterplaats Kazungula in Zambia. Vlak over de grens met Zimbabwe ligt de  grenspost Kazungula in Zimbabwe.

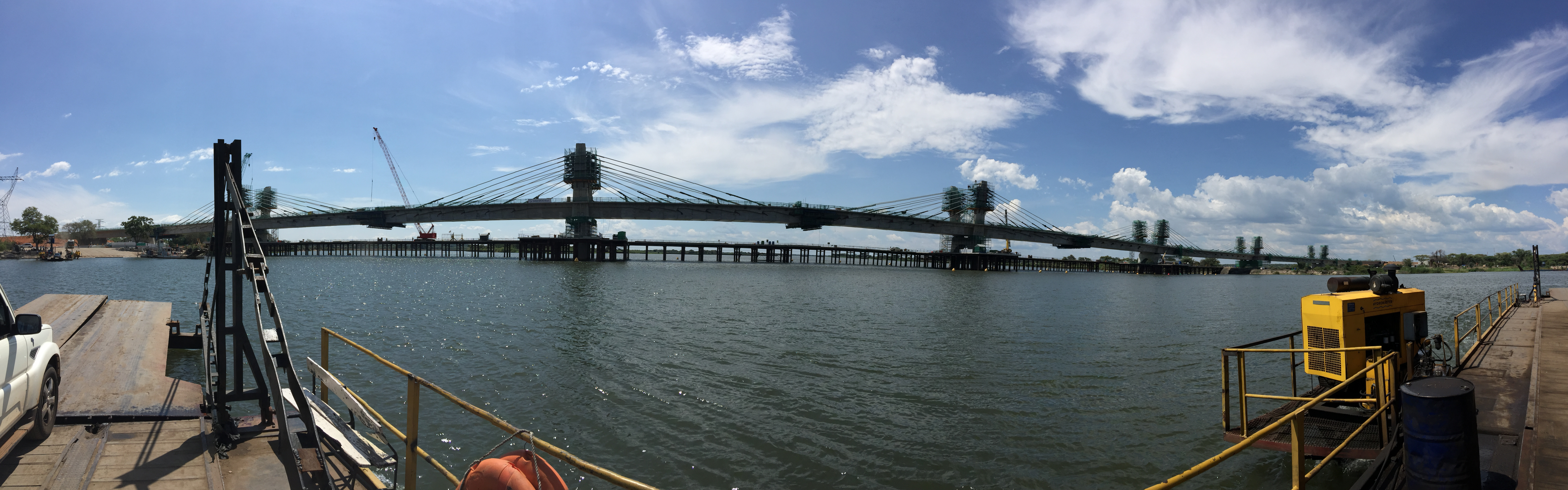
De nieuwe brug bij Kazangula